# هواگردسازی هیلر
هواگردسازی هیلر (به انگلیسی: Hiller Aircraft) یک شرکت هواپیماسازی و بالگردسازی آمریکایی بود که در سال ۱۹۴۲ توسط مهندس استنلی هیلر بنیانگذاری شد و صنایع هیلر نام گرفت. این شرکت بعدها به هیلر هلیکاپترز تغییر نام داد. این شرکت در ساخت و توسعهٔ ماهواره شناسایی کرونا برای سازمان اطلاعات مرکزی مشارکت داشت. شرکت بالگردسازی هیلر در سال ۱۹۶۴ توسط شرکت فیرچایلد ایرکرفت خریداری شد که فیرچایلد نیز در سال ۲۰۰۳ منحل گشت.

## محصولات
| نام مدل                | نخستین پرواز | تعداد ساخته شده | نوع و کاربری                            |
| ---------------------- | ------------ | --------------- | --------------------------------------- |
| هیلر او اچ-۲۳          | 1948         | 453             | بالگرد چندمنظوره                        |
| فیرچایلد هیلر اف‌اچ۱۱۰۰ | 1963         | 253             | بالگرد چندمنظوره                        |
| هیلر وای‌اچ-۳۲          | 1950         | 32              | بالگرد آزمایشی                          |
| هیلر آر.او.ای          | 1956         | 12              | بالگرد سبُک                              |
| هیلر وی‌زی۱             | 1955         | 6               | بالگرد کوآکسیال هدایت‌شونده با وزن خلبان |
| هیلر ایکس-۱۸           | 1959         | 1               | هواگرد آزمایشی عمودپرواز تیلت‌روتور      |
| هیلر ایکس‌اچ-۴۴         | 1944         | 1               | بالگرد آزمایشی سبک                      |
| هیلر تن۹۹              | 1961         | 1               | بالگرد آزمایشی                          |
| هیلر وی‌ایکس‌تی-۸        | 1958         | 1               | موتور عمودپرواز                         |